# Cyrtopeltis geniculata
Cyrtopeltis geniculata är en insektsart som beskrevs av Franz Xaver Fieber 1861. Cyrtopeltis geniculata ingår i släktet Cyrtopeltis och familjen ängsskinnbaggar. Inga underarter finns listade i Catalogue of Life.